# Дени Елфман
Денијел Роберт Елфман је (енгл. Daniel Robert Elfman), један је од најпопуларнијих музичких продуцената холивудских филмова и композитора филмске музике.
Током каријере сарађивао је са Тимом Бартоном, Семом Рејмијем, Гас Ван Саном, а за свој рад добио је велики број награда.
Рођен је 1953. године у Лос Анђелесу у породици која је пољског, јеврејског и руског порекла.